# District régional de Squamish-Lillooet
Le district régional de Squamish-Lillooet en Colombie-Britannique est situé au sud-ouest de la province.  Il est entouré des districts régionaux de Fraser Valley et du Grand Vancouver au sud, de Sunshine Coast et de qathet à l'ouest, de Cariboo au nord, et enfin de Thompson-Nicola à l'est. Le siège du district est situé à Pemberton.

## Démographie
Le district compte 38 171 habitants en 2011.

## Villes principales
- Squamish, ville la plus peuplée
- Whistler
- Lillooet
- Pemberton
- Pavilion, réserve indienne

## Routes principales
Routes principales traversant Squamish-Lillooet :
- Autoroute provinciale 99, qui relie, du sud ou nord, Vancouver à Squamish, Whistler, Pemberton, Lillooet, et Pavilion.